# Carbonera
Carbonera là một đô thị (comune) thuộc tỉnh Treviso, vùng Veneto, Ý.
Đô thị này có các khu dân cư: Biban, Mignagola, Pezzan, San Giacomo di Musestrelle, Vascon.